# Бак-Морс, Сьюзен
Сьюзен Бак-Морс — американский философ, которая специализируется на интеллектуальной истории. В настоящее время она занимает должность профессора политологии в аспирантуре Городского университета Нью-Йорка и эмеритарного профессора на кафедре государственного управления Корнеллского университета, в котором она преподавала с 1978 по 2012 год. Её труды охватывают такие области знания, как история искусства, архитектура, сравнительное литературоведение, культурология, германистика, история, философия и визуальная культура. За свои работы она была удостоена гранта Getty Scholar, премии Фулбрайта и стипендии Гуггенхайма.

## Труды
- The Origin of Negative Dialectics: Theodor W. Adorno, Walter Benjamin, and the Frankfurt Institute (1977)[6]
- The Dialectics of Seeing. Walter Benjamin and the Arcades Project (1989)[7]
- Dreamworld and Catastrophe. The Passing of Mass Utopia in East and West (2002)[8]
- Thinking Past Terror: Islamism and Critical Theory on the Left (2003) [Updated Edition, (2006)][9]
- Hegel, Haiti, and Universal History (2009)[10]